# Борисюк Михайло Дем'янович
Борисюк Михайло Дем'янович (21 листопада 1934, Харліївка, Корсаківського району, Орловської області, РФ — 30 грудня 2024, Харків, Україна) — український конструктор бронетехніки та діяч оборонної промисловості. Знаний як начальник Харківського конструкторського бюро з машинобудування (1990—2011), де під його керівництвом було налагоджено замкнений в Україні цикл виробництва танків Т-80УД і створено український танк Т-84. 
Доктор технічних наук (1993), професор (1997), член-кореспондент НАНУ (2009), генерал-лейтенант (1997). Нагороджений Ленінською премією (1990), Державною премією України в галузі науки і техніки (1995), орденами «За заслуги» 3-го ступеня (1997), Богдана Хмельницького 3-го ступеня (2009) та званням Героя України (2000).

## Біографія
Народився 21 листопада 1934 в с. Харліївка. Батько Дем'ян Тимофійович (1901—1965); мати Тетяна Кузьмівна (1903—1988); дружина Алевтина Іванівна (1936); сини Сергій (1959) і Михайло (1969) — підприємці.
Освіта: Військова академія бронетанкових військ ім. Малиновського (1959—1964), військовий інженер-електромеханік, «Електроніка та автоматика танків»; кандидатська дисертація «Випробування та оптимізація якості електрообладнання об'єктів броньованої техніки» (1976); докторська дисертація «Розробка і випробування елементів і пристроїв танкових систем автоматики та електрообладнання» (1993).
З вересня 1949 — учень Задонського технікума механізації та електрифікації сільського господарства.
З вересня 1953 — курсант Саратовського танко-технічного училища.
З грудня 1956 — начальник контрольно-технічного пункту, заступник командира роти навчально-бойових танків, Орловське танкове училище (Ульяновськ).
З листопада 1957 — заступник командира танкової роти з технічної частини 95-го танкового полку, Група радянських військ у Німеччині.
З вересня 1959 — слухач Військової ордена Леніна академії бронетанкових військ (Москва).
З серпня 1964 — молодший військовий представник, а з липня 1968 — заступник старшого військового представника, військове представництво № 751 Міністерства оборони СРСР.
З вересня 1974 — начальник — головний конструктор Челябінського КБ «Ротор» ВО «Електромашина».
З травня 1990 — генеральний конструктор ВО «Завод ім. Малишева» — начальник Харківського КБ машинобудування ім. О. О. Морозова. З червня 1992 — генеральний конструктор з бронетанкобудування України — начальник Харківського КБ машинобудування ім. О. О. Морозова.
З вересня 1999 до березня 2002 — генеральний конструктор з бронетанкобудування України — начальник Казенного підприємства «Харківське конструкторське бюро з машинобудування ім. О. О. Морозова».
Член Колегії з питань науково-технічної політики Державної думи України (02.-11.1992). Член спеціалізованої ради з захисту докторських дисертацій Національного технічного університету «Харківський політехнічний інститут» (з 1996). Почесний доктор НТУ «ХПІ» (2000). Генерал-лейтенант (08.1997). Член Ради експортерів при Кабінеті Міністрів України (з 02.1999).
Автор (співавтор) понад 200 наукових праць, зокрема 70 винаходів, 5 монографій.
Під керівництвом Борисюка розроблено системи наведення та керування вогнем танку, конструкцію зварнокатаної багатошарової башти танка з поліпшеними технічними характеристиками, силові пристрої, що забезпечують рух танків у пустелі за високого вмісту пилу в повітрі, тренажери для навчання членів екіпажу броньованої техніки. Створені та модернізовані зразки бронетанкової техніки, серед них танки Т-64 «Булат», Т-84, БМ «Оплот», бронетранспортери БТР-3, БТР-4 та їх модифікації. Він одним із перших в Україні почав обстоювати створення бронетехніки за стандартами НАТО.

## Особисте  життя
Захоплення: любительське розведення риб в присадибному ставку, полювання.[джерело?]

## Нагороди
Заслужений машинобудівник України (09.1994).
Лауреат Ленінської премії (1990), Державної премії України (1996, 2004).
Ордени Трудового Червоного Прапора (1976), Жовтневої революції (1986). Орден «За заслуги» III ст. (09.1997). Герой України (з врученням ордена Держави, 21.08.2000). Орден «За трудові досягнення» IV ст. (2000). 10 медалей.
Почесна грамота КМ України (12.2004).